# 劇場版 仮面ライダー電王 俺、誕生!
『劇場版 仮面ライダー電王 俺、誕生！』（げきじょうばん かめんライダーでんおう おれ たんじょう）は、2007年の日本の映画。2007年8月4日に東映系で公開。特撮ヒーロー番組「平成仮面ライダーシリーズ」『仮面ライダー電王』の映画化作品。同時上映作品は『電影版 獣拳戦隊ゲキレンジャー ネイネイ!ホウホウ!香港大決戦』。
キャッチコピーは「戦闘神、降臨!! 急行せよ、時空の彼方へ。」。

## 概要
それまでの平成仮面ライダーの劇場作品は、テレビシリーズとはパラレルな世界観の中でストーリーが展開するのが恒例であったが、本作品では後述の通りテレビシリーズと劇場版のストーリーが密接にリンクした作品作りが志向された。その都合上、本作品ではテレビシリーズのレギュラーキャラクターも全員登場している。
脚本はテレビシリーズと同じく小林靖子が、監督はやはりテレビシリーズの演出陣の一人である長石多可男がそれぞれ担当。小林、長石とも夏の劇場版ライダーを手掛けるのは初となる。
前年と同様に、公開直前にはテレビシリーズでも本編終了後にミニコーナーが放送された。本作品ではショートムービーではなく、「映画とれたて情報」と銘打ったメイキング映像となっており、毎週イマジンたちがナビゲートする形式で、前作までと異なりBパートと予告の間に放送された。
桜井侑斗 / 仮面ライダーゼロノス役の中村は、テレビシリーズよりも先に本作品で変身シーンを撮影したため、カードを出し入れするだけの単純なものとなっている。

### テレビシリーズとのリンク
時系列上、本作品はテレビシリーズの第27話と第28話の間の出来事として位置付けられている。これを反映し、27話では本作品の導入部に至るまでの経緯が断片的に描かれ、牙王とその一味も先行して登場。また第28話冒頭では、アバンタイトルで本作品の戦闘シーンが引用されており、本作品の後日譚である旨が明示されている。
またそれに先んじて、第23 - 24話では本作品のゲストキャラクター・ジークがテレビシリーズにも登場。第25 - 26話では本作品の時間軸の侑斗とデネブがタイムトラベルにより登場し、それに合わせて本作品のシーンも断片的に挿入されるなど、公開前から本作品に向けた様々な前振りがテレビシリーズ内にて行われている。
本作品における侑斗とデネブの目的は、様々な時間から良太郎を集め、電王ソード、ロッド、アックス、ガンフォームを集結させることであり、これが後述するテレビシリーズでのクライマックスフォーム登場のきっかけとなった。この展開の都合上、平成仮面ライダーの劇場版で恒例となっていた「主役ライダー最強フォームの先行登場」は本作品では盛り込まれていない。
テレビシリーズとの繋がりは公開時期のみに留まらず、本作品が初出となる「神の路線」や「人の記憶による破壊された街の復活」といった設定も、テレビシリーズ後半の展開へと反映されている。

## あらすじ
宝石泥棒に憑依したイマジンを追って、過去の世界に向かった野上良太郎たち。しかし、それはデンライナーを奪うために仕組まれた罠だった。首謀者は時の列車ばかりを狙う強盗集団の首領・牙王。彼は“神の路線”を走り、全ての時間を支配できるという神の列車を手に入れるため、オーナーたちを人質にデンライナーを過去へ走らせる。
残された良太郎とハナにデンライナーから脱出したモモタロスが合流するが良太郎はデンライナーを追っている最中に牙王に蹴られた後遺症で電王に関わる記憶が欠落していた。そこで11歳の良太郎やジークとも遭遇。11歳の良太郎は時間を超える列車に乗ってみたいと彼らに同行を申し出る。一行は桜井侑斗の助けを借り、ゼロライナーでその後を追った。様々な時代を通り抜け、良太郎たちがデンライナーを発見したのは江戸時代初期の大坂の役のころ。そこで牙王は神の路線へ繋がる最後の封印を解こうとしていた。

## 主な登場人物
小太郎（）
2000年時点の11歳の野上良太郎。2007年の18歳の良太郎と区別するためにハナが『小太郎』と呼んでいる。

加藤 浩（）
モレクイマジンと契約した宝石強盗。モレクイマジンに憑依され、契約を果たすためにそのまま巨大宝石店、ジュエリーホープを襲い、宝石を窃盗しようとするが、その場に駆け付けた良太郎たちに振り回される。
テレビシリーズでも登場し、同じく強盗仲間の池祥一と共にコンビを組んでいた。テレビシリーズでは常に帽子にキャップ、サングラスを付けており、セリフはほぼ無い。

野上 真一（）、野上 加代子（）
野上姉弟の両親。33歳（真一）、31歳（加世子）。良太郎が幼いころに亡くなっている。物語終盤の修復された良太郎の生まれた時間に登場し、そこでは、幼い愛理を連れ、赤ん坊だった良太郎を嬉しそうに抱いており、自分たちの前を通り帰還するデンライナーを家族揃って見ていた。

### 戦国時代の人物
千姫（）
徳川秀忠の娘で、豊臣秀頼の正室。我が侭な性格。才蔵に連れられて、豊臣秀頼の元から幸村の砦にいやいや疎開するところでハナと出会う。敵地に潜入しようとしたハナを自分に変装させ、自分は脱走した。

真田 幸村（）
戦国時代の豊臣方の武将。ガオウライナーを発掘する代わりに、牙王に戦に加担してもらうことを約束した。

佐助（）
幸村の配下の家来。牙王の命令で、戦国時代にやってきた良太郎たちの命を忍者軍団と共に狙う。

才蔵（）
幸村の配下の家来。千姫を幸村の砦へ送り届ける役目を負っていた。

### 牙王の一味
牙王が率いる時の列車専門の時空盗賊のメンバーで、テレビシリーズ第26・27話にも登場。
配下のイマジンたちはサラマンダーイマジンを除き、後にテレビシリーズ終盤やその他の劇場作品でも別個体として登場しており、モチーフはトカゲや蛇といった爬虫類で元の童話も明らかとなっているが、本来の契約者は牙王本人であるかどうかも含めて言及されていない。また作中では契約のプロセスを経ることなく、戦国時代の忍者に憑依したこともあった。
牙王（） / 仮面ライダーガオウ
多数のイマジンを従え、時の列車を狙う時空盗賊の首領である未来人。その存在はハナがその名を聞いて驚くほどで、イマジンたちにも一目置かれている。
豪胆で狡猾、物を手掴みで食べるなど、その立居振る舞いは野性的で粗野な面もあるが、沈着冷静。戦闘スタイルも獣のように荒々しいのが特徴。戦闘能力も極めて高く、ガオウへの変身時には電王の4フォームとゼロノス ベガフォームの5人を同時に圧倒するほどの力量を見せつけた。3大欲求の一つ「喰らう」ことに特に貪欲で、本人曰く、「飽き飽きしている」という時間をも喰おうと画策。全ての時間を支配できる神の列車を求め、デンライナーを襲う。
ガオウライナーを手に入れた後、特異点である電王（良太郎）を消すため、1988年12月26日（良太郎の誕生日）にタイムスリップしその日の時間の消滅を図る。その後、電王4フォームとゼロノス ベガフォームと激しい戦闘を繰り広げ圧倒するも、ガオウライナーでデンライナー・ゼロライナーとの列車対決でガオウライナーを破壊され、直後の電王 ソードフォームとの一騎討ちの末、砂と化して消滅した。

モレクイマジン
『ご先祖様はみんな卵』（ケニア民話）からトカゲ（モレクリザード＝モロクトカゲ）をイメージして誕生した。宝石泥棒の加藤浩と契約し、契約内容である「デカイ宝石店を襲うこと」を果たすため加藤浩に憑依する。その一方で真の目的である、デンライナーから電王を引き離す作戦にも従事する。
毒舌を伸ばして攻撃したり、鎌がついた槍を使う他、大勢の相手を次々と踏みつけるキックも使用する。
電王を2000年の世界に誘い出し、デンライナーより引き離してハイジャックという目的を果たした後、電王 ソードフォームと戦い、エクストリームスラッシュ（俺の必殺技パート1）で倒された。
『劇場版 さらば仮面ライダー電王 ファイナル・カウントダウン』

『仮面ライダーウィザード』
特別編にて、「魔宝石の世界」の怪人の1人として登場。

コブライマジン
『クマたいじの勇者』（タイ民話）からコブラをイメージして誕生した。武器は剣と鉤爪、口からの強烈な毒液。デンライナーに居座った際にナオミの体を触ったり、ニュートイマジンと2人がかりでオーナーに暴行を加えマスターパスを奪ったり、モモタロスらが憑けない状態の良太郎に手を出すなど、度々粗暴に振舞う。
中盤で電王 ウイングフォームと戦うが、ロイヤルスマッシュで倒された。
- 声を演じた萩野はかつて『仮面ライダー龍騎』で同じ蛇がモチーフの仮面ライダー王蛇を演じているが、スタッフによればこれは偶然だったという。

『劇場版 さらば仮面ライダー電王 ファイナル・カウントダウン』

『仮面ライダー×仮面ライダー W&ディケイド MOVIE大戦2010』

ゲッコーイマジン
『井守の怪』（『北越奇談』）からヤモリをイメージして誕生した。武器はサーベル。壁面や天井に手足を貼り付け、自在に伝い敵に気付かれぬように忍び寄る。常にニュートイマジンと行動を共にし、デンライナーの車内ではニュート・花札に興じる。
クライマックスの戦闘では電王 ロッドフォームと戦い、デンライダーキックで倒された。
- デザイナーの韮沢靖がヤモリとイモリの英語表記を取り違えたため、gecko ＝ ヤモリではなくイモリをイメージしてデザインされた。この取り違えはニュートイマジンについても同様で、newt ＝ イモリではなくヤモリをイメージしたデザインとなっている。また韮沢は牙王の配下を爬虫類由来のイマジンで揃える予定だったが、イモリは両生類である。

『仮面ライダー電王&キバ クライマックス刑事』
デンライナー署内に掲示されていたイマジンの指名手配書に、傷害の容疑者として記載されていた。
『劇場版 さらば仮面ライダー電王 ファイナル・カウントダウン』

『仮面ライダーディケイド』
テレビシリーズ第1話にて登場。
『仮面ライダー×仮面ライダー W&ディケイド MOVIE大戦2010』

『仮面ライダー×スーパー戦隊 スーパーヒーロー大戦』
大ショッカーの怪人として登場。
『仮面ライダー×スーパー戦隊×宇宙刑事 スーパーヒーロー大戦Z』
スペースショッカーのスペース蜘蛛男の配下として登場。

ニュートイマジン
『井守の怪』（『北越奇談』）からイモリをイメージして誕生した。武器は両手に持った三日月状の鎌。ゲッコー同様、壁面や天井に手足を貼り付け、自在に伝い敵に気付かれぬように忍び寄る。車内での花札を始め、常にゲッコーイマジンにくっ付かれているが、本人はあまり気にしていない。
クライマックスの戦闘では電王 アックスフォームと戦い、ダイナミックチョップで倒された。
『仮面ライダー電王&キバ クライマックス刑事』
デンライナー署内に掲示されていたイマジンの指名手配書に、不法侵入の容疑者として掲載されていた。
『劇場版 さらば仮面ライダー電王 ファイナル・カウントダウン』

サラマンダーイマジン
『死神ショロトルの化身』（アステカ神話）からサンショウウオをイメージして誕生した。武器は口から吐く猛毒液や硬い皮膚、ハンマー・鉄球。車内ではナオミをメイド扱いしコーヒーを出すよう命令したり、コブラと同様ナオミに触るなど、行儀が悪く態度も高圧的。クライマックスの戦闘では電王 ガンフォームと戦い、ワイルドショットで倒された。
- 韮沢によるとモデルおよび立ち位置は「アクマイザー3のガブラ」である。
- スーツは後にテレビシリーズ第45話に登場したスノーマンイマジンに改造された。鉄球は作中用いられず、後にテレビシリーズに登場するアルマジロイマジンに流用された。

『仮面ライダー電王&キバ クライマックス刑事』
デンライナー署内に掲示されていたイマジンの指名手配書に、窃盗の容疑者として掲載されていた。

## 本作品オリジナルの仮面ライダー

### 仮面ライダーミニ電王
記憶喪失になった良太郎に憑依できずにいたモモタロスが、代わりに小太郎に憑依し変身した電王の特殊形態。書籍によっては、「ミニ電王 コタロウ」と記述している。
外見はソードフォームそのものであるが、身体の各パーツは小太郎の体格に合わせて小型化されている。
武器も通常のソードフォームと同様にデンガッシャー・ソードモードを使用。ガオウが放った忍者軍団を、小柄な体格を活かした素早い動きでなぎ倒した。
- アップ用のスーツは現存するアクション用スーツのマスクやプロテクターなどを改造している[9]。

### 仮面ライダーガオウ
牙王が自身のオーラをフリーエネルギーに変換して変身する仮面ライダー。名称やツールなどは電王と共通する部分が多く見受けられるが、フォームチェンジ機構は搭載されておらずプラットフォームに相当する形態も若干異なる。本作品の劇場公開版では最初からオーラアーマーが装着されている様子が描かれていたが、ファイナルカット版では修正され、プラットフォームにオーラアーマーが装着される描写がなされている。
基本カラーは銅色で、オーラアーマーには緑青の錆が浮いている。複眼部のゲイタースキャンアイ、電仮面や肩、胸部のゲイターブレスト、それにアーマーの各部を走るレールガオウレールなど、全身の至るところに施されている牙状の意匠が特徴。また電仮面はワニの顔を模した形状で、複雑な変形プロセスを経て装着される。総合スペックは特別高いわけではないが、牙王の備える元来の戦闘技術もあいまって、劇中では電王の基本4フォームとゼロノス ベガフォームの5人をまとめて迎え撃ち、これを圧倒せしめた。技の名称は明かされていないが、左足に炎を纏ってのキックも作中では披露している。
- 当初のスーツは緑色と銅色のマジョーラカラーで仕上がったが、錆びた十円玉の色にしたかったため、銅色に塗り直し、渋くさらに塗り直している[3]。当初は目の部分の牙は茶色だったが、銀色に修正することで眼の形を強調している[3]。
- マスクはアップ用・アクション用をカットに応じて付け替えることが可能なコンパーチブル式となっている[13]。プラットフォームのスーツは後にウエザリングや傷を施して『さらば電王』の幽汽のマスクに改造された[13]。

ツール
マスターパス
ガオウへの変身などに用いる金色のパス。元はオーナーの物だったが、牙王に無理矢理奪われた。“神の路線”に入るためのキーアイテムで、インフィニティ（無限）と書かれた特殊なチケットと組み合わせて使用される。パス自体の機能かは不明だが、牙王の手元から離れ自動的にセタッチを行う描写が見られる。
ガオウベルト
ガオウのベルト型変身ツール。基本カラーは黒で、フォームスイッチはガオウフォームのものが1つのみ。形状はガオウバックルを除けば、ウイングフォームのデンオウベルトと同様である。主な機能はデンオウベルトなどと同様。牙王の変身の意思に応じて、炎と共に腰に出現して自動的に装着される。
変身待機音はパイプオルガンの演奏のような荘厳なもの。
- デザイン時点では映画の設定が決まっていなかったため、善者と悪者がいるということを念頭に置いてデザインされた。電王ウイングフォームとの共用で、商品化するという目論見でデザインされたものの、2種類の商品を売ることはできないため、コンパーチブルにすることで一粒で二度美味しい感じでお得感を出している。

ガオウガッシャー
ガオウの標準携行武器。ガオウメタル（オーラアーマーの1種）によって構成されている。そのパーツ構成や変形合体の機構はデンガッシャーのそれに準じたものとなっているが、劇中で唯一使用されたソードモードは、デンガッシャーのそれとは異なり剣先が黄色い鋸状のものとなっている。
ライダーチケット
過去に向かう際に必要となる特殊なチケット。劇中では「神の路線」に入る「Infinity」と書かれた無期限のチケットを使用。牙王がどのような経路で入手したかは不明で、背景に∞（メビウスの輪）が描かれている。
『EPISODE YELLOW』ではオーナーがこれと同様のチケット（デンライナー専用で、白を基調としたカラーリング）を持参しており、良太郎をデンライナーの運用者としてこのチケットを託した。
必殺技
タイラントクラッシュ
フルチャージによりオーラソードを強化し、本体から分離させて柄で遠隔操作する形で、大きくドリルのように回転し、周囲の敵を一掃する。分離した剣先はドリルのように回転し、電王のエクストリームスラッシュを遥かに凌ぐ威力を発揮する。
専用ビークル
マシンガオウストライカー
ガオウライナーの運転席を兼ねる独立連動システムバイク型コントローラー。フォルムやスペック・機能はマシンデンバードに準じており、フロント部には銅色の鰐の顎を模したパーツが付加されている。劇中ではガオウライナーの操縦にのみ使用された。
- ベース車種：ホンダXR250
- 鰐の顎のようなパーツをマシンデンバードに付加したコンパーチブル仕様となっている。

## ガオウライナー
電車型のタイムマシンで、先頭車両であるボディー前部の「キバ」と、後続の車両で編成される。劇中では一貫して「神の列車」と呼称されており、ガオウライナーという呼称はテレビシリーズにて本作品の時代の侑斗と、キンタロスが憑く前の良太郎が一度呼称したのみである。
フリーエネルギーを電気に変換する集電装置ガオウギャザーとアルゴドライブエンジンを搭載し、フロント部の物質生成照射装置によって神の路線を造り、疾走する。
どんな時代にも行くことができる特別な路線「神の路線」を走り、全ての時間を支配することが可能な特別な列車で、オーナーや侑斗によると古代文明の王により造られたが、あまりにも強大な力を持つために1度も走ることはなかったらしい。
このガオウライナーを手に入れるのが牙王の最大の目的であり、デンライナーをジャックしたのもその一環であった。長らく戦国時代で古代帝国の神殿に封印されていたところを真田幸村の協力を得た牙王が発掘し、これを手中に収める。テレビシリーズ第25 - 27話にも登場。
キバ
ガオウライナーの先頭車両を構成する戦闘車両。モチーフはワニで、基本カラーは銅。マシンガオウストライカーの格納庫を兼ねており、ガオウライナー全体の制御車でもある。
バトルモード時は巨大なワニ型の口のような外見となり、その巨大な顎をもって物質や時間そのものを喰い尽くし消滅させる他、ガオウヘッドの口腔からフリーエネルギーによる破壊光線を発射したり、上面に並ぶ鰭状の部分をミサイルとして飛ばすことも可能。
過去の時間を「変える」のではなく「消す」という特性をもっているため、本来イマジンによる過去改変の影響を受けないはずの特異点にとっても、非常に危険な存在である。
後続車
キバの後方に7両が連結されている。武器は上部に装備されたミサイル。作中では車両内部の描写はなされていない。

## キャスト
- 野上良太郎 - 佐藤健
- ハナ - 白鳥百合子
- 桜井侑斗 - 中村優一
- ナオミ - 秋山莉奈
- 野上愛理 - 松本若菜
- 尾崎正義 - 永田彬
- 三浦イッセー - 上野亮
- オーナー - 石丸謙二郎
- 小太郎[注釈 4] - 溝口琢矢
- 加藤浩 - 松本実
- 野上加世子 - 松井涼子
- 野上真一 - 佐々木征史
- 愛理（1988） - 工藤美友里
- 良太郎（1988） - 福田侑太郎
- 古代の王 - イムティアズ
- リュウタロスダンサーズ - 能勢マドカ、布川美生、水野江莉花、小島亜莉沙、土屋史子、苑宮令奈
- 佐助 - 川口真五（友情出演）
- 才蔵 - 山口祥行（友情出演）
- 真田幸村 - 陣内智則
- 千姫 - 星野亜希
- 牙王 - 渡辺裕之

### 声の出演
- モモタロス - 関俊彦
- ウラタロス - 遊佐浩二
- キンタロス - てらそままさき
- リュウタロス、ゲッコーイマジン - 鈴村健一
- デネブ - 大塚芳忠
- ジーク - 三木眞一郎
- モレクイマジン - 徳山秀典（友情出演）
- コブライマジン - 萩野崇（友情出演）
- ニュートイマジン - 齋藤ヤスカ（友情出演）
- サラマンダーイマジン - 内山眞人（友情出演）

### スーツアクター
- 電王[19][注釈 5] / モモタロス[19] - 高岩成二
- ゼロノス[19][2] - 伊藤慎
- ガオウ[出典 1] / デネブ[19] - 押川善文
- ウラタロス[19] / 仮面ライダー電王 ロッドフォーム[22] - 永徳
- キンタロス[19] - 岡元次郎
- リュウタロス[19] - おぐらとしひろ
- ジーク[出典 2] / 仮面ライダー電王 ウイングフォーム[23][9] - 永瀬尚希
- イマジン - 佐藤賢一[19]、渡辺淳[19]、伊藤教人[19]、六本木康弘[19]
- ミニ電王[19][9] - 佐野弥生
- 村岡弘之
- 金田進一
- 小野友紀
- 小島美穂
- 高橋玲
- 村岡友憲
- 安田桃太郎
- 三住敦洋
- 中村博亮
- 前川貴紀[24][注釈 1]
- 中野高志[24][注釈 1]
- 村井亮[24][注釈 1]
- 浅井宏輔[24][注釈 1]
- 佐藤義夫[24][注釈 1]
- 尾崎由記子[24][注釈 1]
- 稲田龍雄[24][注釈 1]

## スタッフ
- タップ指導 - 畠山眞葵（TAP DO）
- ダンス指導 - 足立夏海（イカキック）
- 原作 - 石ノ森章太郎
- 脚本 - 小林靖子
- 音楽 - 佐橋俊彦
- 製作 - 鈴木武幸（東映）、高橋浩（東映アニメーション）、亀山慶二（テレビ朝日）
- 企画 - 中曽根千治（東映）、梅澤道彦（テレビ朝日）、日達長夫（東映ビデオ）、竹中一博（バンダイ）、永井秀之（アサツー ディ・ケイ）、福中脩（東映エージエンシー）
- 撮影 - いのくままさお
- 照明 - 斗沢秀
- 美術 - 大嶋修一
- 録音 - 畑幸太郎
- 編集 - 長田直樹
- 整音 - 曽我薫
- 助監督 - 柴﨑貴行
- スクリプター - たかいわれいこ
- 制作主任 - 藤井達夫、武中康裕
- 助監督 - 野間詳令、山口恭平、橋本英樹、鶴田幸伸
- デザインワーク - 早瀬マサト（石森プロ）、菊地和浩・阿部統・田野部尚伯・高木義弘（PLEX）
- イマジン - 韮沢靖
- 衣装造形 - 竹田団吾
- プロデュース補 - 大森敬仁、郷田龍一
- 絵コンテ - なかの★陽
- 制作協力 - 東映京都撮影所、東映テレビプロダクション
- スーパーバイザー - 小野寺章（石森プロ）
- プロデュース - 白倉伸一郎、武部直美、梶淳（テレビ朝日）
- 特撮監督 - 佛田洋
- アクション監督 - 宮崎剛（ジャパンアクションエンタープライズ）
- 劇場版『電王・ゲキレンジャー』製作委員会（東映、テレビ朝日、東映アニメーション、東映ビデオ、アサツー ディ・ケイ、東映エージエンシー、バンダイ）
- 監督 - 長石多可男
- 配給 - 東映[注釈 1]

## 主題歌・挿入歌
「夢で逢えたなら…」
シングルCD版とはアウトロが異なる。サウンドトラックCDや後の電王関連CDには収録されていない。
作詞・作曲 - shogo.k / 編曲 - 亀田誠治 / 歌 - 175R
「Climax Jump（Hip-Hop Version）」
作詞 - 藤林聖子 / 作曲・編曲 - 鳴瀬シュウヘイ / 歌 - AAA DEN-O form
「Double-Action GAOH form」
作詞 - 藤林聖子 / 作曲 - LOVE+HATE / 編曲 - 鳴瀬シュウヘイ / 歌 - 牙王（渡辺裕之）
ファイナルカット版にて、ガオウとゼロノスの戦闘BGMとして使用。
「Double-Action Wing form」
作詞 - 藤林聖子 / 作曲 - LOVE+HATE、鳴瀬シュウヘイ / 編曲 - 鳴瀬シュウヘイ / 歌 - ジーク（声：三木眞一郎） & 野上良太郎（佐藤健）
ファイナルカット版にて、電王 ウイングフォームとコブライマジンの戦闘BGMとして使用。
サウンドトラックCDは上映終了後の2007年10月24日に発売。従来、平成仮面ライダーシリーズの劇場版のサントラ盤は公開前に発売されていたが、本作品では諸般の事情により公開開始から約2ヵ月半遅れでの発売となった。

## 関連作品
『モモタロスのなつやすみ』
同時上映の『電影版 獣拳戦隊ゲキレンジャー ネイネイ!ホウホウ!香港大決戦』と、本作品の間に上映された短編作品。モモタロス・ウラタロス・キンタロス・リュウタロス・デネブに加え、『獣拳戦隊ゲキレンジャー』のマスター・シャーフーも登場するクロスオーバー作品でもある。
『仮面ライダー電王+しん王』
2007年8月3日放送。本作品のPRも兼ねた『クレヨンしんちゃん 真夏の夜にオラ参上! 嵐を呼ぶ 電王VSしん王 60分スペシャル』内の一篇。
『仮面ライダー電王 ファイナルステージ』
テレビシリーズ放映終了を記念してのイベント。上演されたキャラクターショーのストーリーは本作品ならびにテレビシリーズの後日譚となっている。

## トピックス
- 前売り券の購入特典として、電王 ソードフォームとゲキレッドがそれぞれ描かれた「仮面ライダー電王 交通安全お守り」と「ゲキレンジャー 身体健勝お守り」が配布された（どちらか1つ選択）。お守りには、大ヒット祈願で参拝した豊川稲荷東京別院（赤坂豊川稲荷）で魂が込められている。また7月7日から発売されたプレミア付き前売り券には、「ライダーイマジンシリーズ」のモモタロスの未契約バージョンフィギュアが購入特典として付属した。
- 夏休み期間中、本作品の公開を記念したスタンプラリーが東京急行電鉄、阪急阪神東宝グループ系鉄道（阪急、阪神、能勢）、JR九州で行われていた。このうち東急ではラッピング電車の運行、阪急では握手会なども行われた。
- 2009年8月2日には、テレビ朝日系列で15時30分から17時25分にて全編ノーカットでの地上波初放送が行われた。

## 映像ソフト化
- デンライナーの車窓から 劇場版 仮面ライダー電王 俺、誕生! メイキング（DVD1枚組、2008年1月21日発売）
  - 撮影風景のドキュメンタリー、スタッフやキャストのインタビューを収録。
- 劇場版 仮面ライダー電王 俺、誕生! 通常版（DVD1枚組、2008年1月21日発売）
  - 本編：劇場公開版本編を収録
  - 映像特典
    - 予告
- 劇場版 仮面ライダー電王 俺、誕生! コレクターズパック（DVD3枚組、2008年1月21日発売）
  - ディスク1：本編DVD（通常版と共通）
  - ディスク2：特典DVD1
    - 製作発表会見
    - 仮面ライダー電王 〜ラッピングトレイン出発式〜
    - 完成披露試写会舞台挨拶
    - 渡辺裕之 一日駅長
    - 劇場版「仮面ライダー電王」公開記念 〜懐かしの&ちょっと前の仮面ライダーオールナイト〜
    - 公開初日舞台挨拶
    - TVスポット

  - ディスク3：特典DVD2
    - スーツアクター徹底研究
    - 劇場版「仮面ライダー電王 俺、誕生!」メイキング デンライナーの車窓から 補完版

  - 初回限定特典
    - ライダーチケット型ライナーカード（4枚）
    - 特製スリーブケース
- 劇場版 仮面ライダー電王 俺、誕生! Blu-ray（1枚組、2009年4月21日発売）
  - 本編：劇場公開版本編を収録
  - 映像特典
    - 劇場予告
    - おまけ「モモタロスのなつやすみ」
- 劇場版 仮面ライダー電王 俺、誕生! ファイナルカット版（DVD1枚組、2008年5月21日発売）
  - 本編： 約13分の未公開シーンを追加・再編集、CG修正やBGM変更を施した本編を収録
  - 映像特典
    - おまけ「モモタロスのなつやすみ」
    - 新作案内

  - 音声特典
    - オーディオコメンタリー（監督：長石多可男）

  - 初回限定特典
    - スペシャルCD『Double-Action Wing form』 / 『Double-Action Wing form ジーク セリフ Ver.』
- 仮面ライダー電王 THE MOVIE ディレクターズカット Blu-ray BOX（4枚組、2017年12月6日発売）
  - ディスク1：『劇場版 仮面ライダー電王 俺、誕生!』ファイナルカット版Blu-ray
    - 音声特典
      - オーディオ・コメンタリー（監督：長石多可男 / DVD版と共通）

  - ディスク2：『劇場版 さらば仮面ライダー電王 ファイナル・カウントダウン』ディレクターズカット版Blu-ray
    - 音声特典
      - オーディオ・コメンタリー（監督：金田治 / DVD版と共通）

  - ディスク3：『劇場版 超・仮面ライダー電王&ディケイド NEOジェネレーションズ 鬼ヶ島の戦艦』ディレクターズカット版Blu-ray
    - 音声特典
      - オーディオ・コメンタリー（監督：田﨑竜太 / DVD版と共通）

  - ディスク4：特典Blu-ray
    - 「Blu-ray発売記念 上映会」トークショー
    - デンライナーの車窓から 劇場版 仮面ライダー電王 俺、誕生! メイキング

  - 封入特典
    - ブックレット（12P）

## ネット配信
- 東映特撮 YouTube Official

2019年8月17日 - 9月16日
夏休み特別企画として、1ヶ月限定で無料公開される。